# Торквемада, Томас
Тома́с де Торквема́да, или Торкема́да (исп. Tomás de Torquemada; 14 октября 1420, Торкемада, Королевство Кастилия, Королевство Кастилия и Леон или Вальядолид, Королевство Кастилия, Королевство Кастилия и Леон — 16 сентября 1498, Авила, Королевство Кастилия, Королевство Кастилия и Леон) — основатель испанской инквизиции, первый великий инквизитор Испании. Был инициатором преследования мавров и евреев в Испании.

## Биография
Томас де Торквемада родился в городе Вальядолид, Испания. Приходился племянником кардиналу Хуану де Торквемаде, который был потомком крещёных евреев. Историк той эпохи Эрнандо дель Пульгар пишет о его дяде кардинале Хуане де Торквемада, что «его дед и бабка были из рода обращённых в нашу святую католическую веру». Отец Томаса Торквемады — также носивший имя Хуан, был служителем доминиканского ордена, принимал участие в Констанцском соборе.
Получив богословское образование и отличаясь аскетическими наклонностями, Торквемада поступил в доминиканский орден, в 1459 году стал приором монастыря Санта-Крус ла Реал, одного из основных монастырей в Сеговии, а потом — духовником кастильской инфанты Изабеллы. Он способствовал её возведению на трон и заключению брака с Фердинандом Арагонским, на которого также оказывал огромное влияние. Благодаря суровому и непреклонному характеру, религиозному энтузиазму и богословской начитанности, подчинил своему влиянию даже папу. В 1478 году, по прошению Фердинанда и Изабеллы, Сикст IV основал в Испании Трибунал священной канцелярии инквизиции, а в 1483 году назначил Торквемаду великим инквизитором.
Главной задачей Торквемады было религиозное и политическое объединение Испании. Для достижения этой цели он реорганизовал и расширил деятельность инквизиции. В 1483 году Торквемада был назначен великим инквизитором Кастилии и Арагона, а в 1486 году — Валенсии и Каталонии. Хронист той эпохи Себастьян де Ольмедо называет его «молотом еретиков, светом Испании, спасителем своей страны, честью своего ордена». Имя Торквемады, как часть «чёрной легенды» Испании, стало нарицательным для обозначения жестокого религиозного фанатика.
В последние годы жизни ухудшение здоровья Торквемады заставило папу Александра VI назначить в июне 1494 года четырёх инквизиторов-помощников. Многие историки полагают, что истинной причиной этого назначения могли стать многочисленные жалобы, поступившие к папе на неустанное рвение Торквемады. С непоколебимой верой в свою миссию, но лишённый какой-либо реальной власти, Торквемада отправился в монастырь Святого Фомы Аквинского в Авиле в 1494 году, обычно покидая его только для того, чтобы заботиться о королевской семье, и снова живя простой жизнью монаха. В 1498 году, всё ещё занимая должность Великого инквизитора, он провел последнюю генеральную ассамблею, на которой были сформулированы новые правила, обеспечивающие продолжение инквизиции в Испании, как ответ на административные злоупотребления, на которые были поданы жалобы против инквизиции. Торквемада умер в монастыре 16 сентября 1498 года и был там похоронен. Его могила была разграблена в 1832 году, всего за два года до того, как инквизиция была окончательно распущена. Его кости, как утверждается, были украдены и ритуально сожжены тем же способом, что и аутодафе.

## Оценки деятельности

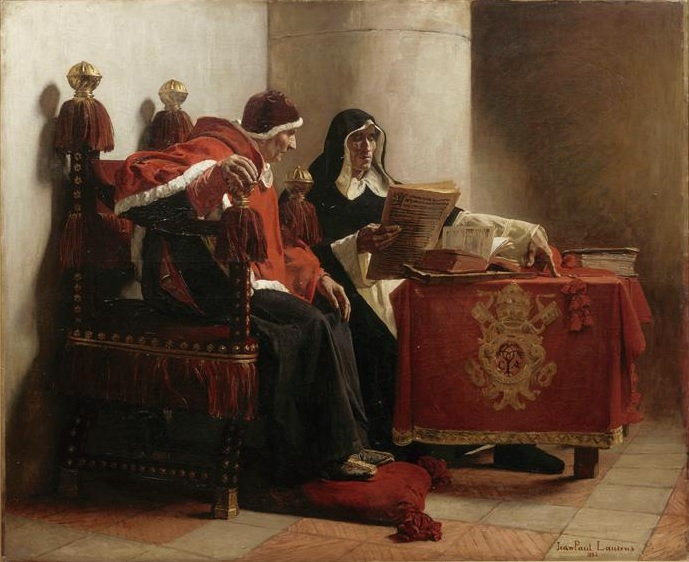
Жан-Поль Лоран. Великий инквизитор (Торквемада рядом с папой Сикстом VI).

Изгнание евреев (1492) и мавров (1502) из Испании, которое произошло уже после его смерти, также конфискация имущества осуждённых инквизицией. Общее количество аутодафе во время Торквемады оценивается в 2200, половина из этого числа — соломенные чучела лиц, которые умерли до ареста или были вне досягаемости для инквизиции. Чтобы предотвратить пропаганду ереси, Торквемада, как вся Европа в то время, дал ход сожжению на кострах некатолической литературы, в основном еврейских и арабских библиотек. Хуан Антонио Льоренте, первый историк Инквизиции, утверждает, что за всё время, которое Торквемада возглавлял Священную Канцелярию, светскими властями на территории современной Испании были сожжены заживо 8800 человек, 6500 сожгли фигурально после их бегства или смерти и подвергнуты пыткам 27000, хотя многие историки считают эти цифры завышенными (сам Льоренте считал эти цифры заниженными).
Как политик Торквемада содействовал объединению королевств Кастилия и Арагон в единое королевство Испания.
После 15 лет службы на посту великого инквизитора Торквемада умер в монастыре святого Фомы Аквинского в городе Авила в 1498 году.